# Доњи Стрижевац
Доњи Стрижевац је насеље у Србији у општини Бабушница у Пиротском округу. Према попису из 2022. било је 203 становника.
Насеље се налази на 3,4 км од бабушнице на путу Бабушница—Пирот. У центру насеља налази се раскрсница и одвајање за Белу Паланку.
У овом насељу се налази споменик културе војно утврђење Шанац.

## Демографија
У насељу Доњи Стрижевац живи 220 пунолетних становника, а просечна старост становништва износи 46,5 година (44,7 код мушкараца и 48,4 код жена). У насељу има 79 домаћинстава, а просечан број чланова по домаћинству је 3,28.
Ово насеље је великим делом насељено Србима (према попису из 2002. године).
|  |

| Демографија | Демографија | Демографија |
| Година      | Становника  | Становника  |
| ----------- | ----------- | ----------- |
| 1948.       | 264         |             |
| 1953.       | 285         |             |
| 1961.       | 299         |             |
| 1971.       | 252         |             |
| 1981.       | 232         |             |
| 1991.       | 229         | 229         |
| 2002.       | 259         | 259         |
| 2011.       | 227         |             |
| 2022.       | 203         |             |

| Етнички састав према попису из 2002.‍ | Етнички састав према попису из 2002.‍ | Етнички састав према попису из 2002.‍ | Етнички састав према попису из 2002.‍ | Етнички састав према попису из 2002.‍ |
| ------------------------------------ | ------------------------------------ | ------------------------------------ | ------------------------------------ | ------------------------------------ |
|                                      |                                      |                                      |                                      |                                      |
| Срби                                 | Срби                                 |                                      | 247                                  | 95,36%                               |
| Роми                                 | Роми                                 |                                      | 10                                   | 3,86%                                |
| Црногорци                            | Црногорци                            |                                      | 1                                    | 0,38%                                |
| Македонци                            | Македонци                            |                                      | 1                                    | 0,38%                                |

| Година пописа     | 1948. | 1953. | 1961. | 1971. | 1981. | 1991. | 2002. |
| ----------------- | ----- | ----- | ----- | ----- | ----- | ----- | ----- |
| Број домаћинстава | 30    | 45    | 62    | 67    | 68    | 70    | 79    |

| Број чланова      | 1  | 2  | 3  | 4  | 5  | 6 | 7 | 8 | 9 | 10 и више | Просек |
| ----------------- | -- | -- | -- | -- | -- | - | - | - | - | --------- | ------ |
| Број домаћинстава | 12 | 23 | 11 | 12 | 12 | 6 | 2 | 0 | 0 | 1         | 3,28   |

| Пол    | Укупно | Неожењен/Неудата | Ожењен/Удата | Удовац/Удовица | Разведен/Разведена | Непознато |
| ------ | ------ | ---------------- | ------------ | -------------- | ------------------ | --------- |
| Мушки  | 113    | 28               | 71           | 11             | 2                  | 1         |
| Женски | 115    | 16               | 75           | 22             | 2                  | 0         |
| УКУПНО | 228    | 44               | 146          | 33             | 4                  | 1         |

| Пол    | Укупно                    | Пољопривреда, лов и шумарство | Рибарство                            | Вађење руде и камена | Прерађивачка индустрија       |
| ------ | ------------------------- | ----------------------------- | ------------------------------------ | -------------------- | ----------------------------- |
| Мушки  | 49                        | 7                             | 0                                    | 0                    | 10                            |
| Женски | 29                        | 4                             | 0                                    | 0                    | 18                            |
| УКУПНО | 78                        | 11                            | 0                                    | 0                    | 28                            |
| Пол    | Производња и снабдевање   | Грађевинарство                | Трговина                             | Хотели и ресторани   | Саобраћај, складиштење и везе |
| Мушки  | 2                         | 14                            | 5                                    | 1                    | 4                             |
| Женски | 0                         | 1                             | 1                                    | 0                    | 0                             |
| УКУПНО | 2                         | 15                            | 6                                    | 1                    | 4                             |
| Пол    | Финансијско посредовање   | Некретнине                    | Државна управа и одбрана             | Образовање           | Здравствени и социјални рад   |
| Мушки  | 0                         | 0                             | 3                                    | 0                    | 1                             |
| Женски | 1                         | 0                             | 0                                    | 1                    | 3                             |
| УКУПНО | 1                         | 0                             | 3                                    | 1                    | 4                             |
| Пол    | Остале услужне активности | Приватна домаћинства          | Екстериторијалне организације и тела | Непознато            | Непознато                     |
| Мушки  | 2                         | 0                             | 0                                    | 0                    | 0                             |
| Женски | 0                         | 0                             | 0                                    | 0                    | 0                             |
| УКУПНО | 2                         | 0                             | 0                                    | 0                    | 0                             |

## Галерија
- Кућа поред пута
- Кућа и двориште
- Викендица
- Утврђење "Шанац" поглед из Доњег Стрижевца
- Чесма 2013. године
- Доњи Стрижевац 2021.године под снегом